# Somali Francuskie

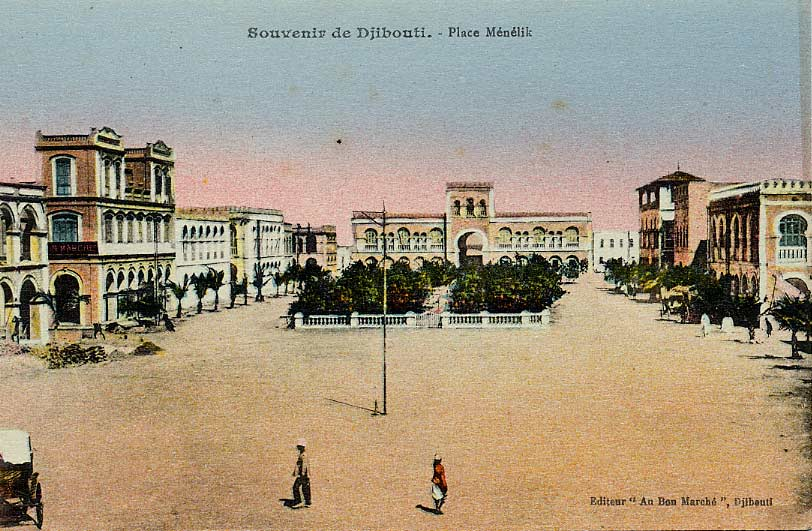
Plac Menelika, miasto Dżibuti ok. 1905 r.

Somali Francuskie (fr. Côte française des Somalis lub Somalie française) – dawne terytorium zamorskie Francji, położone na obszarze dzisiejszego państwa Dżibuti w północno-wschodniej Afryce (tzw. Róg Afryki), które obejmowało kolonizowane wcześniej i połączone w 1894 r. tereny Dżibuti i Obock. Nazwa ta była używana w latach 1894-1967. 
Somali Francuskie było kolonią francuską od 1896 roku. W tym też roku ośrodek administracyjny kolonii przeniesiony został z Obock do miasta Dżibuti, dysponującego bardzo dobrymi warunkami dla rozbudowy portu morskiego. 
Wkrótce po ustanowieniu władzy kolonialnej na tych terenach Francuzi przystąpili do budowy linii kolejowej do Etiopii. Miała ona wieść z miasta Dżibuti w głąb lądu i służyć transportowi towarów, miała także umożliwić intensywniejszą penetrację europejską. W 1901 r. uruchomiony został regularny ruch na trasie Dżibuti–Dire Daua. W kolejnych latach linia była konsekwentnie rozbudowywana i w 1917 r. połączyła Dżibuti ze stolicą Etiopii, Addis Abebą.
W 1946 r. Somali Francuskiemu przyznano status terytorium zamorskiego. 
28 września 1958 r. w Somali Francuskim zorganizowane zostało referendum, które miało zadecydować o przyszłości kraju oraz jego stosunku do budowanej przez Francję Wspólnoty Francuskiej. Efektem referendum było utrzymanie dotychczasowego statusu zamorskiego terytorium Francji.
W sierpniu 1966 r. miały miejsce zamieszki, których powodem były odmienne aspiracje dwóch głównych narodów, zamieszkujących kraj. Issowie domagali się przyłączenia kraju do niepodległej Somalii, natomiast Afarowie byli temu przeciwni. 19 marca 1967 r. przeprowadzone zostało nowe referendum, w którym większość głosujących opowiedziała się za utrzymaniem statusu zamorskiego terytorium Francji, jednak z rozszerzoną autonomią. Ponieważ władze francuskie chcąc uniemożliwić przyłączenie kraju do Somalii przyznały prawo głosu tylko części Issów, ci uznali referendum za zmanipulowane i rozpoczęli antyfrancuskie demonstracje. 
12 maja 1967 r. nowe Zgromadzenie Terytorialne Francuskiego Somali zadecydowało o zmianie nazwy kraju, który miał się odtąd nazywać Francuskie Terytorium Afarów i Isów.